# Tomislav Ivković
Tomislav Ivković (Zagreb, 11 de agosto de 1960) é um ex-futebolista e técnico de futebol croata, que jogava na posição de goleiro.

## Carreira

### Clubes locais
Nascido na capital da República Croata da Iugoslávia, começou a carreira em 1978 no principal clube da cidade, o Dínamo de Zagreb, onde permaneceu até 1982, quando foi campeão do campeonato iugoslavo.
Após ficar a temporada seguinte no Dinamo Vinkovci, foi em seguida para o Estrela Vermelha de Belgrado, capital da República Sérvia e do país, sendo em sua primeira temporada no clube novamente campeão nacional.

### Áustria, Bélgica, Portugal e Espanha
Ivković passaria a jogar no estrangeiro em 1985, na Áustria, permanecendo duas temporadas no Wacker Innsbruck, uma no Swarovski Tirol e outra no Wiener Sport-Club, saindo do país em 1989. Após breve passagem no Genk, da Bélgica, rumou no mesmo ano para Portugal, onde foi defender as balizas do Sporting Club de Portugal.
Permaneceria no futebol lusitano, o que lhe fez desenvolver fluência na língua portuguesa, até 1996, passando, após sair do Sporting em 1993, por Estoril, Vitória de Setúbal e Belenenses. Após uma temporada na Espanha, no Salamanca, voltou a Portugal em 1997 para jogar sua última temporada como profissional, no Estrela da Amadora.

### Seleção Iugoslava
Pela Seleção Iugoslava, jogou de 1983 a 1991, em um total de 38 partidas. Não chegou a jogar pela Croácia, após a independência de sua terra natal, e pelo antigo país participou da Eurocopa de 1984, da conquista do bronze olímpico no mesmo ano, nos Jogos de Los Angeles, e da Copa do Mundo de 1990, o último disputado pela Iugoslávia antes das guerras de independência.
No mundial de 1990, a seleção chegou até as quartas-de-final, quando foram eliminados pela Seleção Argentina de Futebol na disputa por pênaltis. Foi, talvez, o jogo mais lembrado da carreira de Ivković, por ter defendido a cobrança de Maradona.

## Após parar
Integrou a comissão técnica de Zlatko Kranjčar quando este foi treinador da Seleção Croata, de 2004 a 2006, sendo preparador de goleiros. Após a demissão deste do cargo após a eliminação precoce na Copa do Mundo de 2006, seguiu-o e exerceria a mesma função no clube que Kranjčar dirigia na época, o Al-Shaab, dos Emirados Árabes, permanecendo até 2009. Trabalhou ainda como auxiliar-técnico no Persepolis FC do Irã, no mesmo ano.
Estreou como técnico de futebol em 2010, comandando o Međimurje. Treinou ainda NK Lokomotiva e Al-Faisaly antes de assinar com o Slaven Belupo em outubro de 2017.